# La Côte-Saint-André
La Côte-Saint-André este o comună în departamentul Isère din sud-estul Franței. În 2009 avea o populație de 4.810 de locuitori.

## Evoluția populației
| An        | 1975  | 1982  | 1990  | 1999  | 2006  | 2009  |
| --------- | ----- | ----- | ----- | ----- | ----- | ----- |
| Populație | 3.865 | 3.857 | 3.966 | 4.240 | 4.653 | 4.810 |